# Loco (single)
Loco is een nummer van de Amerikaanse band Fun Lovin' Criminals uit 2001. Het is de eerste single van hun gelijknamige derde studioalbum.
Het nummer bevat een sample uit Happy Anniversary van de Little River Band, vandaar dat bandleden David Briggs en Beeb Birtles vermeld staan op de credits. De Fun Lovin' Criminals zochten naar een Santana-achtige sfeer voor "Loco". Wat daarbij helpt is dat zanger Hugh Morgan deels Puerto Ricaans en deels Iers is, en hier zijn Puerto Ricaanse kan laten horen. Daarnaast is Morgan groot fan van Santana. Hij luisterde naar het Santana-album Abraxas voor ideeën.
"Loco" gaat over een man die gek is op zijn vrouw. Het nummer flopte in thuisland de Verenigde Staten, maar werd wel een hit in het Verenigd Koninkrijk. In Nederland bereikte het slechts een 85e positie in de Single Top 100, wel werd het een kleine radiohit.